# Oxalis arenaria
Oxalis arenaria är en harsyreväxtart som beskrevs av Bert.. Oxalis arenaria ingår i släktet oxalisar, och familjen harsyreväxter. Inga underarter finns listade i Catalogue of Life.